# Kitione Salawa
Pas d'image ? Cliquez ici

a Compétitions nationales et continentales officielles uniquement.

b Matchs officiels uniquement.
Dernière mise à jour le 13 mai 2025.
Kitione Salawa, né le 26 juillet 1976 à Lautoka (Fidji), est un joueur de rugby à XV, qui joue avec l'équipe des Fidji en 2003, et évoluant au poste de troisième ligne aile (1,90 m pour 87 kg).

## Biographie
Kitione Salawa connaît sa première cape internationale le 4 juillet 2003, à l'occasion d'un match contre l'équipe des Tonga.
Il participe à la Coupe du monde 2003 (2 matchs, 1 comme titulaire).
Son fils, Kitione Salawa Jr., est également international fidjien.

## Palmarès
- 6 sélections avec l'Équipe des Fidji de rugby à XV
- Sélections par année : 6 en 2003.